# Nebrioporus millingeni
Nebrioporus millingeni är en skalbaggsart som först beskrevs av J. Balfour-browne 1951.  Nebrioporus millingeni ingår i släktet Nebrioporus och familjen dykare. Inga underarter finns listade i Catalogue of Life.